# Advena campbellii
Advena campbellii är en snäckart som först beskrevs av Gray 1834.  Advena campbellii ingår i släktet Advena och familjen Helicarionidae. Inga underarter finns listade i Catalogue of Life.